# 痣斑球蛛
痣斑球蛛（学名：Theridion naevium）为球蛛科球蛛属的动物。在中国大陆，分布于福建等地，常见于菜园草丛中。该物种的模式产地在福建崇安。